# 安多拉峰
46°6′5″N 8°2′6″E / 46.10139°N 8.03500°E

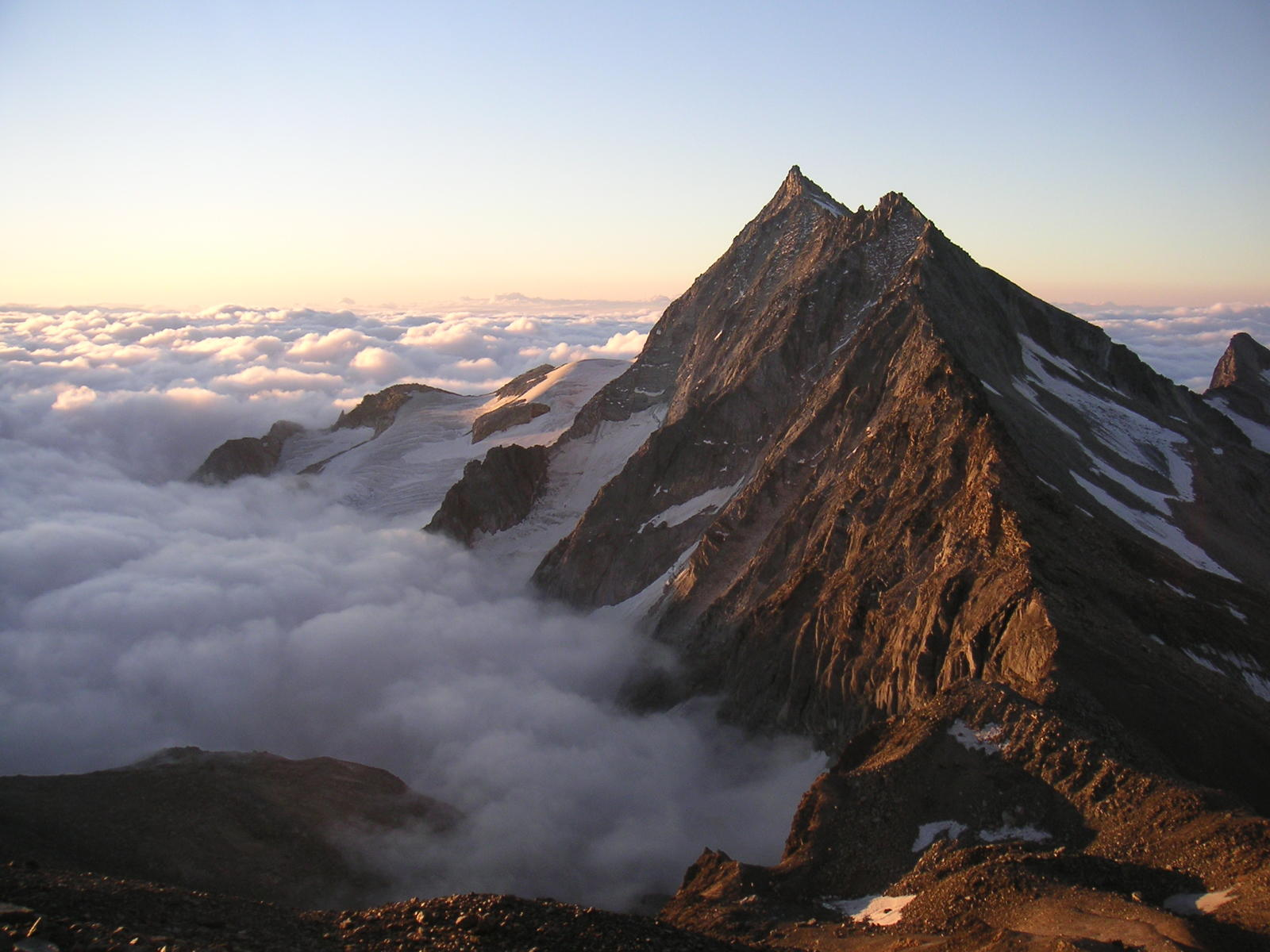

安多拉峰（義大利語：Pizzo d'Andolla），是南歐的山峰，位於瑞士和意大利接壤的邊境，屬於本寧阿爾卑斯山脈的一部分，距離魏斯密斯山2.7公里，海拔高度3,654米，人類首次在1871年9月7日首次登頂。